# 博士熱愛的算式
《博士熱愛的算式》是日本女作家小川洋子一本關於數學的小說。2004年時獲得第一屆書本大獎及第五十五屆讀賣文學獎。小說其後被改編成電影，於2006年1月21日公映。導演為小泉堯史。
由於小說內容參考了著名數學家保羅·艾狄胥的傳記《數字愛人：數學奇才艾狄胥的故事》（ISBN 9789570516920）的內容，故有一說指小說中的主角——數學家「博士」，是參照艾狄胥而設定的。

## 概述
故事主要以一位身為單親媽媽的幫傭—「我」為敘事觀點。
故事初期，「我」被仲介公司分派到一位對新事情只有80分鐘記憶的數學家——「博士」的家中。「博士」潛心數學，對其他事物一概不感興趣，初期令「我」感到困惑。其後有天，「博士」得知「我」有一名10歲的兒子，而且放學後乏人照顧，於是容許「我」的兒子放學後到他家，方便「我」一同照料。第二天，「我」的兒子到了「博士」的家，「博士」摸了摸兒子的頭，並因為兒子的頭像根號那麼平而暱稱兒子為「根號」。從此開始，「我」與「博士」的相處也起了微妙的變化。

## 登場人物
博士
- 因車禍而導致記憶出現障礙。擁有數學博士學位。喜歡江夏豐。

我
- 提供敘事觀點的角色。在家政婦的中介公司工作，獨力扶養兒子。

根號
- 「我」的兒子。因為頭頂平坦，而被博士起了這個暱稱。是阪神虎隊的球迷。

寡婦
- 博士義姊（哥哥的妻子），現年72歲。由於55歲時被捲入交通意外，所以現在腳不太好。

## 書中使用的數學名詞
- 根號
- 虛數
- 階乘
- 友誼數 (相親數)
- 素數
- 孿生素數
- 完全數（完美數）
- 盈數（豐數、過剰數）
- 虧數（缺數、不足數）
- 三角形數
- 等差級數
- 魯斯-阿倫數對
- 擺線
- 納皮爾常數
- 歐拉公式
- 歐拉恆等式
- 自然對數
- 費馬大定理（費馬最後定理）
- 阿廷猜想（請參閱埃米爾·阿廷）
- 莫仙尼質數